# Хасанов, Акмаль Юлдошевич
Хасанов, Акмаль Юлдошевич (узб. Akmal Yoʻldosh oʻgʻli Xasanov, род. 28 ноября 1994 года, Термез, Сурхандарьинская область, Узбекистан) - бывший узбекский боксер средней весовой категории, чемпион Узбекистана, призер международных турниров и тренер национальной сборной Узбекистана по боксу с 2018 года. Обладатель почетной медали «Шухрат» (2023).

## Биография
Акмал Хасанов родился 20 ноября 1994 года в городе Термез Сурхандарьинской области.
Боксерская карьера
С 15 лет занимался боксом. Чемпион Узбекистана 2010-2014 гг., победитель международных соревнований в Казахстане, Украине и России. 2009-2010 (1-место) чемпион Узбекистана среди юношей и юниоров 2011-2012 гг., среди взрослых 2013-2014 гг. Акмаль Хасанов завершил спортивную карьеру в 2015 году из-за травмы.
Тренерская карьера
Акмаль Хасанов начал свою тренерскую карьеру по боксу с 2018 года. В настоящее время тренер сборной Узбекистана по боксу. Подготовил таких призеров Олимпийских игр, чемпионатов мира и Азии, как Асадхужа Муйдинхужаев, Шохжахон Абдуллаев и Жавохир Умматалиев Абдуллаев Алохан .
Во Франции на Олимпиаде 2024 выступил секундантом кыргызского боксёра Мунарбека Сейитбек уулу, который находился там  без своего личного тренера Беганаса Султанбаева. Хасанов так описал взаимодействие с киргизским боксёром: «Мунарбек тренировался с нами, поскольку он приехал на Олимпиаду один. Он попросил меня помочь. Поскольку между нашими соседскими странами дружественные отношения, мы с радостью помогли ему».

## Награды
- Медаль «Шухрат» (2023)[11]
- Медаль Чингиза Айтматова (2024)[12][13]